# Казакия
Казакия (укр. Козакія, нем. Kosakenstaat, англ. Cossackia) — термин, иногда используемый для обозначения традиционных территорий проживания казачьих общин в России, Украине и Казахстане, а также земель Войска Запорожского. В зависимости от контекста «Казакия» может означать этнографическую территорию обитания казаков или предполагаемое казачье государство, независимое от Советского Союза или России.

## 1917—1920
Название «Казакия» стало популярным среди казачьей эмиграции в Европе после русской революции 1917 года и последовавшей за ней гражданской войны. Им обозначалось объединение семи казачьих территориальных Войск («частей») — Донского, Кубанского, Терского, Астраханского, Уральского, Оренбургского и Калмыцкого округов. Идея казачества впервые была выдвинута в декабре 1920 года группой казачьих эмигрантов в Константинополе, которые основали Союз возрождения казачества.
Большинство казаков-эмигрантов жили в бедности и мало интересовались проектом. Призывы к созданию независимого казачества возникли в энергичной эмигрантской казачьей общине в Праге, Чехословакия, позднее, в 1920-х годах. Принципиальным защитником казачества был Василий Глазков, донской казак, основавший Казачий национальный центр в Праге. Казачий национальный центр Глазкова насчитывал всего 12 членов, но приобрёл влиятельного покровителя в лице нацистской Германии.
После немецкой оккупации чешской половины Чехословакии в марте 1939 года Казачий национальный центр был единственной казачьей группой, которой разрешили действовать в Праге, все остальные были закрыты. Также был разработан проект конституции Казакии, который предусматривал создание государства Казакия и его выход из состава Советского Союза.

## Вторая мировая война
Во время Второй мировой войны некоторые сторонники Казакии сплотились вокруг Германии и попытались создать независимое казачье государство.
Первоначально Розенберг считал казаков русскими и приписывал популярный немецкий стереотип о казаках как о головорезах-насильниках и мародёрах. Однако, поскольку число казаков, сплотившихся в Рейхе, продолжало расти в 1942 году, Розенберг изменил своё мнение, решив, что казаки в конце концов не были русскими, а представляли собой отдельную расу, произошедшую от готов. Остминистериум поддерживался СС, чьи расовые эксперты к 1942 году пришли к выводу, что казаки не были славянами, а скорее потомками остготов, и следовательно, были арийцами. Розенберг решил, что после окончательной победы Германия создаст новое государство под названием Казакия на традиционных территориях Донского, Кубанского, Терского, Астраханского, Уральского и Оренбургского войск на юго-востоке России. Сепаратистская идеология Глазкова была формально принята в качестве основы немецкой политики по отношению к казачеству. В 1942 году Остминистериум обратился к атаману Сергею Павлову с предложением, что если он предоставит свое войско в распоряжение Вермахта, то Германия создаст Казакию. Благодаря тому, что Павлов был готов воевать за Германию, его меньше интересовала Казакия.

## «Холодная война»
Принципиальным сторонником казачества в США в годы «холодной войны» был Николай Назаренко, самопровозглашённый президент Всемирной федерации казачьего национально-освободительного движения Казакии. Назаренко пользовался некоторой известностью в районе Нью-Йорка как организатор ежегодного парада в честь Дня порабощённых народов, который проводился каждый июль, начиная с 1960 года. В 1978 году Назаренко, одетый в свою яркую казачью форму, возглавил парад в честь Дня пленников в Нью-Йорке и рассказал журналисту: «Казакия — это нация с населением 10 миллионов человек. В 1923 году русские официально упразднили казаков как нацию. Официально она больше не существует. Америка не должна тратить миллиарды на поддержку Советов в торговле».